# Naashoibitosaurus
Naashoibitosaurus ("ještěr z potoka ještěrek/geologických vrstev Naashoibito" (název z nářečí kmene Navahů)) byl rod kachnozobého dinosaura, který žil zhruba před 73 miliony let (věk kampán, období pozdní křídy) na území dnešní Severní Ameriky (Nové Mexiko v USA).

## Historie
Formálně byl popsán roku 1993 ze sedimentů geologického souvrství Kirtland. Objevena byla nekompletní kostra (zejména lebka o délce 83 cm), nesoucí dnes označení NMMNH P-16106. Původně byl tento hadrosaurid popsán Jackem Hornerem jako nový druh rodu Kritosaurus. Vědecká studie z roku 2014 však toto zařazení zpochybňuje.

## Rozměry
Naashoibitosaurus patřil mezi poměrně velké kachnozobé dinosaury, v dospělosti dosahoval délky asi 9 metrů a hmotnosti až kolem 4000 kilogramů.